# The New Revolution
The New Revolution [ðə njuː ˌrevəˈluːʃn] in Six Flags Magic Mountain (Valencia, Kalifornien, USA) ist eine Stahlachterbahn des Herstellers Schwarzkopf GmbH, die am 8. Mai 1976 als Great American Revolution im damaligen Magic Mountain eröffnet wurde. Unter diesem Namen fuhr sie bis 1980, wurde dann aber für 1981 in La Revolución umbenannt, unter diesem sie bis 1987 fuhr. Sie wurde dann umbenannt und fuhr 28 Jahre unter dem Namen Revolution. Mit dem Umbau zum Virtual Reality Coaster wurde sie abermals umbenannt zu The New Revolution. Revolution ist ein Hauptmotiv im US-amerikanischen Film Achterbahn, sowie bei einigen Werbefilmen zur damaligen Zeit.
Sie war die erste Achterbahn mit einem modernen Looping. In den 1970er Jahren entwickelte Werner Stengel zusammen mit Anton Schwarzkopf einen Looping in Form einer Klothoide, der die Loopings überhaupt erst fahrbar machte, ohne dass Gesundheitsschäden bei den Mitfahrern zu befürchten sind. Im Juni 2002 wurde vor dem Eingang eine Gedenktafel errichtet, die Revolution als eine der Coaster Landmarks der American Coaster Enthusiasts bezeichnet, da sie die erste Stahlloopingachterbahn ist.
Während der Bauarbeiten für die neue Achterbahn Tatsu 2005 mussten Teile der Bahn abgebaut werden, um Platz für die neue Achterbahn zu schaffen. Sie eröffnete zusammen mit Tatsu am Tatsu-Pressetag am 11. Mai 2006 wieder.
Zur Saison 2016 wurde die Achterbahn zu einem der ersten Virtual-Reality-Coaster umgebaut. Die Besucher konnten in den Saisons 2016 und 2017 optional während der Fahrt eine Virtual-Reality-Brille tragen. Während die Achterbahn fuhr, sah der Besucher damit einen 360°-Science-Fiction-Film.

## Züge
Revolutions Züge besitzen jeweils fünf Wagen. In jedem Wagen können vier Personen (zwei Reihen à zwei Personen) Platz nehmen. Diese waren ursprünglich mit Beckenbügeln ausgestattet, wurden aber später mit Schulterbügeln nachgerüstet. Mit dem Umbau zum Virtual Reality Coaster wurden neue Züge beschafft. Diese haben wieder Beckenbügel. Die Fahrgäste müssen mindestens 1,22 m groß sein, um mitfahren zu dürfen.